# Kpalimé
Kpalimé est une grande ville togolaise, chef-lieu de la préfecture du Kloto, située à 120 kilomètres au nord-ouest de la capitale Lomé, dans la région des plateaux. La préfecture de Kloto compte au total quatorze cantons. À part le canton d’Agomé-Kpalimé qui est l’assise territoriale de la commune, les autres cantons sont Agomé-Yoh, Agomé-Tomégbé, Gbalavé, Hanyigba, Kpadape, Kpimé, Kuma, Lavié-Apédomé, Lavié-Huimé, Tomé, Tové, Woamé, Yokélé.
Kpalimé est avec 101 088 habitants, la quatrième plus grande ville du Togo après Lomé, Sokodé et Kara. Elle constitue souvent un point de départ touristique pour différentes découvertes à travers la riche région naturelle des plateaux.

## Géographie
Kpalimé est une agglomération qui se situe au piémont de la chaîne des monts du Togo dans une plaine d’une altitude moyenne de 200 m et qui est limitée au nord et à l’ouest par les monts Kloto (825 m) et le plateau de Kuma dont les pentes se dressent comme un mur derrière la ville et s’étirent du sud-ouest par les collines de Kpadape (483 m), et à l’est par le mont Agou (986 m).
Les paysages des environs sont réputés pour être parmi les plus beaux du pays. Nichée au creux d’une vallée entourée de collines verdoyantes, non loin du mont Agou, la ville est au carrefour des routes qui mènent vers les autres régions du pays et vers le Ghana voisin, situé à quinze kilomètres.
La région autour de Kpalimé fournit aussi plus de 80 % de la production nationale de café et de cacao.

## Historique

### Fondation de la ville de Kpalimé
Les Agomés comme la plupart des populations du sud-Togo se réclament descendants du groupe ethnique Adja-Ewé. Les origines des ancêtres des Adja remontent probablement au pays Yorouba (au Nigeria actuel). Dans leur périple, ils s’étaient installés successivement à Kétou (Bénin) et Tado (Togo), avant de fonder la cité de Notsé (XVIIe siècle).
Après l’exode des Éwés de Notsé, de nombreuses populations éwé auraient dû fuir. Certaines se sont réfugiées à Gamé. Les fugitifs se sont installés ensuite dans les zones d’Agomé, Agou, Kpélé, Danyi, Gbi, Péki, Kpando, Matsè et Wodzo. Ce périple a conduit les Agome sur le mont Méléku.
Les fugitifs se sont installés provisoirement à Anidi, localité située à 13 km au nord-ouest de Kpalimé. À Anidi, les Agome étaient constitués de cinq clans dirigés par le chef guerrier Tsali. Ils pratiquaient comme activités : l’agriculture, la chasse, l’élevage, la pêche, l’artisanat et le commerce. Ils avaient passé ensemble une vie commune. Toutefois, les fugitifs et certains clans se détachèrent de leur groupe à la recherche d’autres refuges après des tensions. Les Agomé se séparèrent alors pour former cinq villages distincts, à la fin du XVIIe siècle ou au début du XVIIIe siècle.
Un groupe s’est installé derrière une rivière, ce sont les Agomé-Tomégbé. Un autre groupe s’installa sur une élévation, ce sont les Agomé-Kpodzi. Le troisième groupe, arrivé sur son site actuel, se dit fatigué et décida de « s’insérer là » ce qui devient Agomé-Kusuntu. Le groupe du chef guerrier Tsali, voulait rester au centre pour appeler «Yô» en cas d’attaques des ennemis, ce sont les Agomé-Yoh. Le dernier groupe à se détacher ne trouva pas assez d’espace, voulait s’insérer « Kpalideme » entre ses confrères et les Tové, les Agou et les Hanyigba. Ce sont les Agomé- Kpalimé.
Le quartier de Domé (ou Fiakomé = quartier du chef) est le premier quartier des autochtones où tous s’étaient regroupés. Par la suite, les habitants se sont dispersés pour créer d’autres quartiers tels que : Avénuié (actuel Numétukodzi) ; Dzigbé (actuel Atakpamékodzi) ; Agnigbé (actuel Zomayi) afin d’éviter les attaques inopinées des ennemis Ashantis du Ghana voisin.
Ces cinq villages formaient un seul canton celui d’Agomé.
Récemment, ce canton a été subdivisé en trois cantons :
- le canton d’Agomé-Yoh ;
- le canton d’Agome-Tomegbe ;
- le canton d’Agome-Kpalimé.

Kpalimé a subi de 1890 à 1960, une triple administration coloniale (allemande, anglaise et française) qui l’a profondément marquée. Les Allemands, après le transfert du chef-lieu de Misahöhe à Kpalimé, avaient transformé progressivement le quartier de Domé, fief de l’administration coloniale, en un centre urbain, en y implantant bureaux, services administratifs et équipements socio-économiques.

### Profil historique
Vers le XVIIIe siècle, Kpalimé fut fondée. En 1890, les Allemands y arrivèrent, mais en août 1914, la ville passa sous la domination anglaise, avant d’être placée sous administration française en juillet 1919. En juillet 1951, Kpalimé devint une commune mixte de troisième degré, et le 18 novembre de la même année, les premières élections municipales eurent lieu. Le conseil municipal, élu pour un mandat de quatre ans, vit son mandat prolongé jusqu'en 1959, date à laquelle Kpalimé devint une commune de plein exercice. La deuxième élection municipale eut lieu, mais le mandat fut écourté par le coup d'État de 1963. L’indépendance du Togo, proclamée en 1960, marqua un tournant dans l’histoire de la ville. Entre 1963 et 1965, Kpalimé fut dirigée par une première Délégation Spéciale, suivie d’une troisième élection locale en 1965, pour un mandat se terminant en 1967. Entre 1967 et 1984, la ville fut de nouveau sous Délégation Spéciale, puis administrée par un préfet-maire de 1984 à 1987. En 1987, la quatrième élection locale eut lieu, mais le mandat de cinq ans fut prolongé jusqu'en 2001. Le jumelage entre Kpalimé et Bressuire débuta en juillet 1990, concrétisé par la signature de l’acte de jumelage le 23 juillet 1991 lors de la visite du maire de Bressuire à Kpalimé. En octobre 2001, la ville fut placée sous délégation spéciale. En 2006, une initiative pour l’amélioration de la gouvernance locale fut lancée, suivie en juillet 2009 de la signature d’une convention entre Kpalimé et l’Union européenne pour promouvoir la bonne gouvernance et le développement local participatif. Enfin, en octobre 2010, Kpalimé fut érigée en canton.

## Société

### Santé
Concernant la psychiatrie, l'Association Saint Camille de Lellis est présente à Kpalimé et y a un centre spécialisé en psychiatrie communautaire.

## Patrimoine
- Château Viale

## Succession des maires
- 1951 - 1955 : Têvi Gaspard Abbey (Administrateur-maire français)
- 1955 - 1959 : M. L. Giard (Administrateur-maire français)
- 1959 - 1963 : M. Joseph Tsogbe (Élection)
- 1963 - 1965 : M. Emmanuel Gbedey (Délégation spéciale)
- 1965 - 1967 : M. Concordia Seddoh (Élection)
- 1967 - 1972 : M. Kakraba Awute (Délégation spéciale)
- 1972 - 1974 : M. Franck Amegan (Délégation spéciale)
- 1974 - 1978 : M. Édouard Awuklu (Délégation spéciale)
- 1978 - 1984 : M. Gérard Hodo (Délégation spéciale)
- 1984 - 1987 : M. Adzodor (Préfet-maire)
- 1987 - 2001 : M. K. Ekpé Afeli (Élection)
- 2001 - 2011 : M. Yawo Edem Samtou (Délégation spéciale)
- 2011 -  2019 : Mme Aku Enyonam Agbedzi (Délégation spéciale)
- 2019 - de nos jours : M. Winny Dogbatse (Élection)

## Jumelage
- Bressuire (France) depuis 1991
- Île de Maré (Nouvelle-Calédonie) (France) depuis 2008

## Évêché
- Diocèse de Kpalimé
- Cathédrale du Saint-Esprit
- Liste des évêques de Kpalimé

## Personnalités
- Mawupé Valentin Vovor, universitaire et un homme politique togolais
- Joseph Tchao Kokou, footballeur.